# Сориньер, Катрин дю Вердье де ла
Катрин дю Вердье де ла Сориньер (фр. Catherine du Verdier de la Sorinière, 29 июня 1758, Сен-Пьер де Шемилье, Франция — 10 февраля 1794, Аврилье, Мен и Луара, Франция) — французская католическая блаженная, мученица.

## Мученичество
Подверглась гонениям во время Великой французской революции. Екатерина арестована 19 января 1794 года вместе со своей семьёй: матерью Марией, сёстрами Марией-Луизой и Розали. Все они были осуждены и приговорены к смерти (расстрел).

## Прославление
19 февраля 1984 года Катрин дю Вердье де ла Сориньер и её родственники были беатифицированы папой римским Иоанном Павлом II вместе с другими мучениками Анже.